# Richmond Open
Il Richmond Open conosciuto anche come Fidelity Bankers Invitational per motivi di sponsorizzazione è stato un torneo di tennis. Ha fatto parte del World Championship Tennis dal 1972 al 1984 ed è stato giocato a Richmond (Virginia) negli Stati Uniti su campi in sintetico indoor.

## Albo d'oro

### Singolare
| Anno | Vincitore        | Finalista        | Punteggio          |
| ---- | ---------------- | ---------------- | ------------------ |
| 1966 | Chuck McKinley   | Frank Froehling  | 6–1, 6–2           |
| 1967 | Charlie Pasarell | Arthur Ashe      | 6–3, 8–6           |
| 1968 | Arthur Ashe      | Chuck McKinley   | 6–2, 6–1           |
| 1969 | Clark Graebner   | Thomaz Koch      | 6–3, 10–12, 9–7    |
| 1970 | Arthur Ashe      | Stan Smith       | 6–2, 13–11         |
| 1971 | Ilie Năstase     | Arthur Ashe      | 3–6, 6–2, 6–4      |
| 1972 | Rod Laver        | Cliff Drysdale   | 2–6, 6–3, 7–5, 6–3 |
| 1973 | Rod Laver        | Roy Emerson      | 6–4, 6–3           |
| 1974 | Ilie Năstase     | Tom Gorman       | 6–2, 6–3           |
| 1975 | Björn Borg       | Arthur Ashe      | 4–6, 6–4, 6–4      |
| 1976 | Arthur Ashe      | Brian Gottfried  | 6–2, 6–4           |
| 1977 | Tom Okker        | Vitas Gerulaitis | 3–6, 6–3, 6–4      |
| 1978 | Vitas Gerulaitis | John Newcombe    | 6–3, 6–4           |
| 1979 | Björn Borg       | Guillermo Vilas  | 6–3, 6–1           |
| 1980 | John McEnroe     | Roscoe Tanner    | 6–1, 6–2           |
| 1981 | Yannick Noah     | Ivan Lendl       | 6–1, 3–1 ritiro    |
| 1982 | José Luis Clerc  | Fritz Buehning   | 3–6, 6–3, 6–4, 6–3 |
| 1983 | Guillermo Vilas  | Steve Denton     | 6–3, 7–5, 6–4      |
| 1984 | John McEnroe     | Steve Denton     | 6–3, 7–6           |

### Doppio
| Anno | Vincitori                    | Finalisti                        | Punteggio     |
| ---- | ---------------------------- | -------------------------------- | ------------- |
| 1970 | Arthur Ashe Charlie Pasarell | Stan Smith Jim McManus           | 9–7, 6–2      |
| 1971 | Arthur Ashe Dennis Ralston   | John Newcombe Ken Rosewall       | 7–6, 3–6, 7–6 |
| 1972 | Tom Okker Marty Riessen      | John Newcombe Tony Roche         | 7–6, 7–6      |
| 1973 | Roy Emerson Rod Laver        | Terry Addison Colin Dibley       | 3–6, 6–3, 6–4 |
| 1974 | Nikola Pilić Allan Stone     | John Alexander Phil Dent         | 6–3, 3–6, 7–6 |
| 1975 | Hans Kary Fred McNair        | Paolo Bertolucci Adriano Panatta | 7–6, 5–7, 7–6 |
| 1976 | Brian Gottfried Raúl Ramírez | Arthur Ashe Tom Okker            | 6–4, 7–5      |
| 1977 | Wojciech Fibak Tom Okker     | Ross Case Tony Roche             | 6–4, 6–4      |
| 1978 | Bob Hewitt Frew McMillan     | Vitas Gerulaitis Sandy Mayer     | 6–3, 7–5      |
| 1979 | Brian Gottfried John McEnroe | Ion Țiriac Guillermo Vilas       | 6–4, 6–3      |
| 1980 | Fritz Buehning Johan Kriek   | Brian Gottfried Frew McMillan    | 3–6, 6–3, 7–6 |
| 1981 | Tim Gullikson Bernard Mitton | Brian Gottfried Raúl Ramírez     | 3–6, 6–2, 6–3 |
| 1982 | Mark Edmondson Kim Warwick   | Syd Ball Rolf Gehring            | 6–4, 6–2      |
| 1983 | Pavel Složil Tomáš Šmíd      | Fritz Buehning Brian Teacher     | 6–2, 6–4      |
| 1984 | John McEnroe Patrick McEnroe | Steve Denton Kevin Curren        | 7–6, 6–2      |